# Ulica Partyzantów w Zamościu
Ulica Partyzantów – jedna z głównych, najruchliwszych ulic Zamościa, jednojezdniowa, łącząca z zachodu na wschód Stare i Nowe Miasto.

## Historia
Ulica ta powstała około 1822 roku i określano ją jako Trakt Lwowski (biegnący na wschód, w kierunku Lwowa, stąd ta nazwa). Z tym związane było wytyczenie w tym roku Nowej Osady, przez którą trakt ten przebiegał (przecinając w ten sposób Nowy Rynek powstały jako jej centrum), na co wpłynęła przeprowadzona wówczas modernizacja zamojskiej twierdzy.
W 1913 roku posadzono przy niej drzewa i ustawiono ławki, a w I poł. lat 60. ulica ta została gruntownie zmodernizowana.

### Nazwa
Nazwa ulicy znana jest od ok. 1920 r. jako ul. Lwowska. W czasie okupacji hitlerowskiej istniała pod zmienioną nazwą (ul. Lembergstrasse), zaś po II wojnie światowej, od 1947 roku, ma obecną nazwę (do skrzyżowania z ulicą Spadek).

## Obecnie
Obecnie powszechnie nazywana jest przez zamościan "ulicą banków i ciuchlandów", ponieważ faktycznie jest przy niej położonych wiele tego typu sklepów, powoli zanikających, oraz liczne banki i instytucje. Skupia się przy niej kilka obiektów użyteczności publicznej, m.in. gmach z delegaturą Lubelskiego Urzędu Wojewódzkiego i wieloma innymi placówkami (tuż za Starym Miastem), Urząd Marszałkowski (na Nowym Mieście), Zamojski Dom Kultury, szkoły (Centrum Kształcenia Zawodowego i Ustawicznego, II Liceum Ogólnokształcące, studium medyczne, prywatne szkoły językowe) i wiele innych (siedziba dawnej TP SA). Można przy niej również zauważyć charakterystyczne, starsze domy drewniane oraz wiele murowanych budynków i kamienic, zwłaszcza z okresu międzywojennego. Jednym z ciekawych obiektów jest zabytkowa, drewniana wieża ciśnień (jedyna zachowana w mieście; z lat 20. XX wieku), przy której wybudowano nowe bloki mieszkalne, co oznaczało konieczność przeniesienia jej bliżej ulicy. 
Po obu stronach, niemal na całej długości dostępny jest chodnik pieszo-rowerowy (droga rowerowa) dla rowerzystów.